# هيتوشي ناكاتا
هيتوشي ناكاتا (باليابانية: 中田 仁司) (17 يناير 1962 في أوساكا في اليابان – )؛ هو لاعب كرة قدم ياباني سابق كان يلعب كلاعب وسط.

## وصلات خارجية
- هيتوشي ناكاتا على موقع قاعدة بيانات كرة القدم.إي يو (الإنجليزية)
- هيتوشي ناكاتا على موقع Soccerway.com (الإنجليزية)
- هيتوشي ناكاتا على موقع عالم كرة القدم.نت (الإنجليزية)

- J.League Data Site (باليابانية)